# Slovinské námořnictvo
Slovinské námořnictvo je součástí ozbrojených sil Slovinska jako jejich 430. námořní divize (slovinsky 430. mornariški divizion). Hlavním úkolem námořnictva je teritoriální obrana a ochrana necelých 50 kilometrů pobřeží země. Tvoří jej cca 60 mužů, dvě hlídková plavidla a několik menších člunů. Je nejmenším námořnictvem zemí NATO. Základnou slovinských námořních sil je Izola.

## Vývoj
Slovinské námořnictvo vzniklo po vyhlášení samostatnosti Slovinska v roce 1991. Zpočátku nevlastnilo žádná plavidla. Pouze roku 1991 vznikla malá jednotka potápěčů. Dne 1. srpna 1996 do služby zařadilo hlídkový člun Ankaran, patřící k izraelské třídě Super Dvora Mk.II. Dne 21. listopadu 2010 námořnictvo posílila víceúčelová hlídková loď Triglav získaná z Ruska jako součást deblokace sovětského dluhu. Nadto námořnictvo používá několik menších člunů RHIB.

## Složení
| Jméno   | Třída                   | Obrázek | Typ           | Zařazen do služby |
| ------- | ----------------------- | ------- | ------------- | ----------------- |
| Triglav | Projekt 10412           | Triglav | hlídková loď  | 2010              |
| Ankaran | Třída Super Dvora Mk.II | Ankaran | hlídkový člun | 1996              |